# Natural City
Natural City è un film sudcoreano del 2003 del regista Min Byung-chun, distribuito dalla Moviemax e nelle sale italiane dal 28 gennaio 2005. Il sottotitolo della locandina recita: "Finisce l'era di Blade Runner, inizia il mito di Natural City".

## Trama
Due poliziotti, R e Noma, sono cacciatori di cyborg ribelli. I cyborg effettuano nella società una vasta gamma di compiti, dai cyborg militari alle "bambole", cyborg donna progettati per la compagnia. I cyborg hanno una vita limitata a tre anni, ma sul mercato nero si sviluppa una tecnologia per trasferire l'intelligenza artificiale di un cyborg nella mente di un ospite umano.
Questa invenzione rivoluzionaria porta R a trovare Cyon, una giovane prostituta orfana, che potrebbe servire da ospite per la mente della sua bambola Ria, di cui è profondamente innamorato e a cui restano solo pochi giorni di vita.
Alla fine R dovrà scegliere tra lasciare la colonia con Ria per passare gli ultimi giorni di lei insieme su un pianeta paradisiaco, o salvare i propri amici quando un cyborg da combattimento ribelle si impadronisce dei quartieri generali della polizia.